# 213 (szám)
A 213 (római számmal: CCXIII) egy természetes szám, félprím, a 3 és a 71 szorzata.

## A szám a matematikában
A tízes számrendszerbeli 213-as a kettes számrendszerben 11010101, a nyolcas számrendszerben 325, a tizenhatos számrendszerben D5 alakban írható fel.
A 213 páratlan szám, összetett szám, azon belül félprím, kanonikus alakban a 31 · 711 szorzattal, normálalakban a 2,13 · 102 szorzattal írható fel. Négy osztója van a természetes számok halmazán, ezek növekvő sorrendben: 1, 3, 71 és 213.
A 213 négyzete 45 369, köbe 9 663 597, négyzetgyöke 14,59452, köbgyöke 5,97209, reciproka 0,0046948. A 213 egység sugarú kör kerülete 1338,31847 egység, területe 142 530,9171 területegység; a 213 egység sugarú gömb térfogata 40 478 780,5 térfogategység.
A 213 helyen az Euler-függvény helyettesítési értéke 140, a Möbius-függvényé 1, a Mertens-függvényé −1.